# Rio da Várzea (vattendrag i Brasilien, Rio Grande do Sul)
Rio da Várzea är ett vattendrag i Brasilien.   Det ligger i delstaten Rio Grande do Sul, i den södra delen av landet, 1 400 km söder om huvudstaden Brasília.
Omgivningarna runt Rio da Várzea är en mosaik av jordbruksmark och naturlig växtlighet. Runt Rio da Várzea är det ganska glesbefolkat, med 45 invånare per kvadratkilometer.